# Escalante (cráter)
Escalante es un cráter de impacto del planeta Marte situado al noroeste del cráter Knobel y al noreste de Palos, a 0.2° norte y 115.3º este. El impacto causó un boquete de 79 kilómetros de diámetro. El nombre fue aprobado en 1973 por la Unión Astronómica Internacional, en honor al astrónomo mexicano Francisco Javier Escalante Plancarte.